# جاي ميلر
جاي ميلر (بالإنجليزية: Jai Miller)‏ هو لاعب كرة قاعدة أمريكي، ولد في 17 يناير 1985 في سلما في الولايات المتحدة.

## وصلات خارجية
- جاي ميلر على موقع دوري كرة القاعدة الرئيسي (الإنجليزية)
- جاي ميلر على موقعبيزبول رفرنس.كوم (الدوري الرئيسي) (الإنجليزية)
- جاي ميلر على موقعبيزبول رفرنس.كوم (الدوري الثانوي) (الإنجليزية)
- جاي ميلر على موقع إي إس بي إن.كوم (أم.أل.بي) (الإنجليزية)
- جاي ميلر على موقع مشجعي الرسوم البيانية (الإنجليزية)
- جاي ميلر على موقع ريلجم (الإنجليزية)